# Dobrejance
Dobrejance (en serbe cyrillique : Добрејанце) est un village de Serbie situé sur le territoire de la Ville de Vranje, district de Pčinja. Au recensement de 2011, il comptait 58 habitants.

## Démographie
| 1948 | 1953 | 1961 | 1971 | 1981 | 1991 | 2002 | 2011 |
| ---- | ---- | ---- | ---- | ---- | ---- | ---- | ---- |
| 218  | 219  | 205  | 194  | 152  | 102  | 84   | 58   |

|  |